# Kovarce
Kovarce es un municipio del distrito de Topoľčany en la región de Nitra, Eslovaquia, con una población estimada a final del año 2024 de 1515 habitantes.
Se encuentra ubicado al norte de la región, cerca del río Nitra (cuenca hidrográfica del Danubio) y de la frontera con las regiones de Trnava y Trenčín.

## Demografía
| Año        | 1994 | 2004    | 2014    | 2024    |
| ---------- | ---- | ------- | ------- | ------- |
| Población  | 1623 | 1577    | 1612    | 1515    |
| Diferencia |      | −2,83 % | +2,21 % | −6,01 % |

| Año        | 2023 | 2024    |
| ---------- | ---- | ------- |
| Población  | 1527 | 1515    |
| Diferencia |      | −0,78 % |